# Municipio de Knights Prairie
El municipio de Knights Prairie (en inglés: Knights Prairie Township) es un municipio ubicado en el condado de Hamilton en el estado estadounidense de Illinois. En el año 2010 tenía una población de 574 habitantes y una densidad poblacional de 6,09 personas por km².

## Geografía
Según la Oficina del Censo de los Estados Unidos, el municipio tiene una superficie total de 94.3 km², de la cual 94,06 km² corresponden a tierra firme y (0,26 %) 0,24 km² es agua.

## Demografía
Según el censo de 2010, había 574 personas residiendo en el municipio de Knights Prairie. La densidad de población era de 6,09 hab./km². De los 574 habitantes, el municipio de Knights Prairie estaba compuesto por el 99,48 % blancos, el 0,17 % eran amerindios y el 0,35 % eran de una mezcla de razas. Del total de la población el 1,74 % eran hispanos o latinos de cualquier raza.